# Rajd Japonii

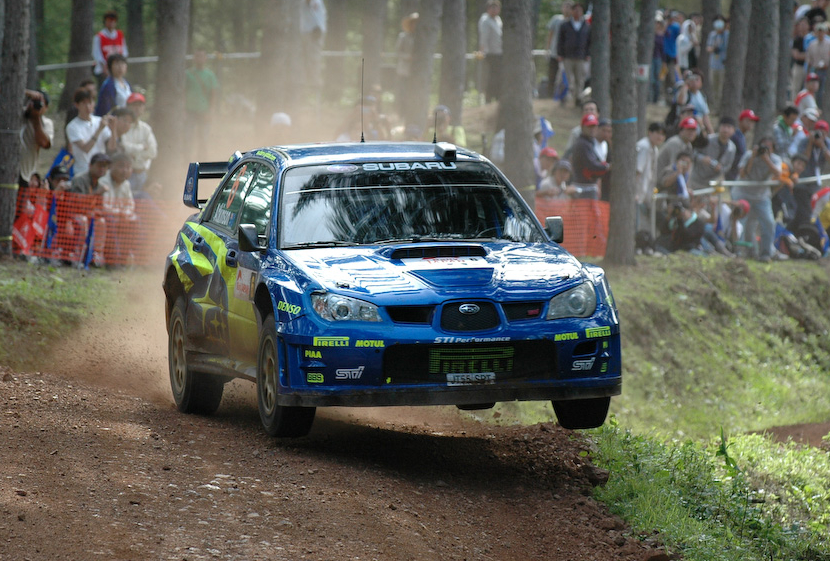
Chris Atkinson podczas Rajdu Japonii w 2006

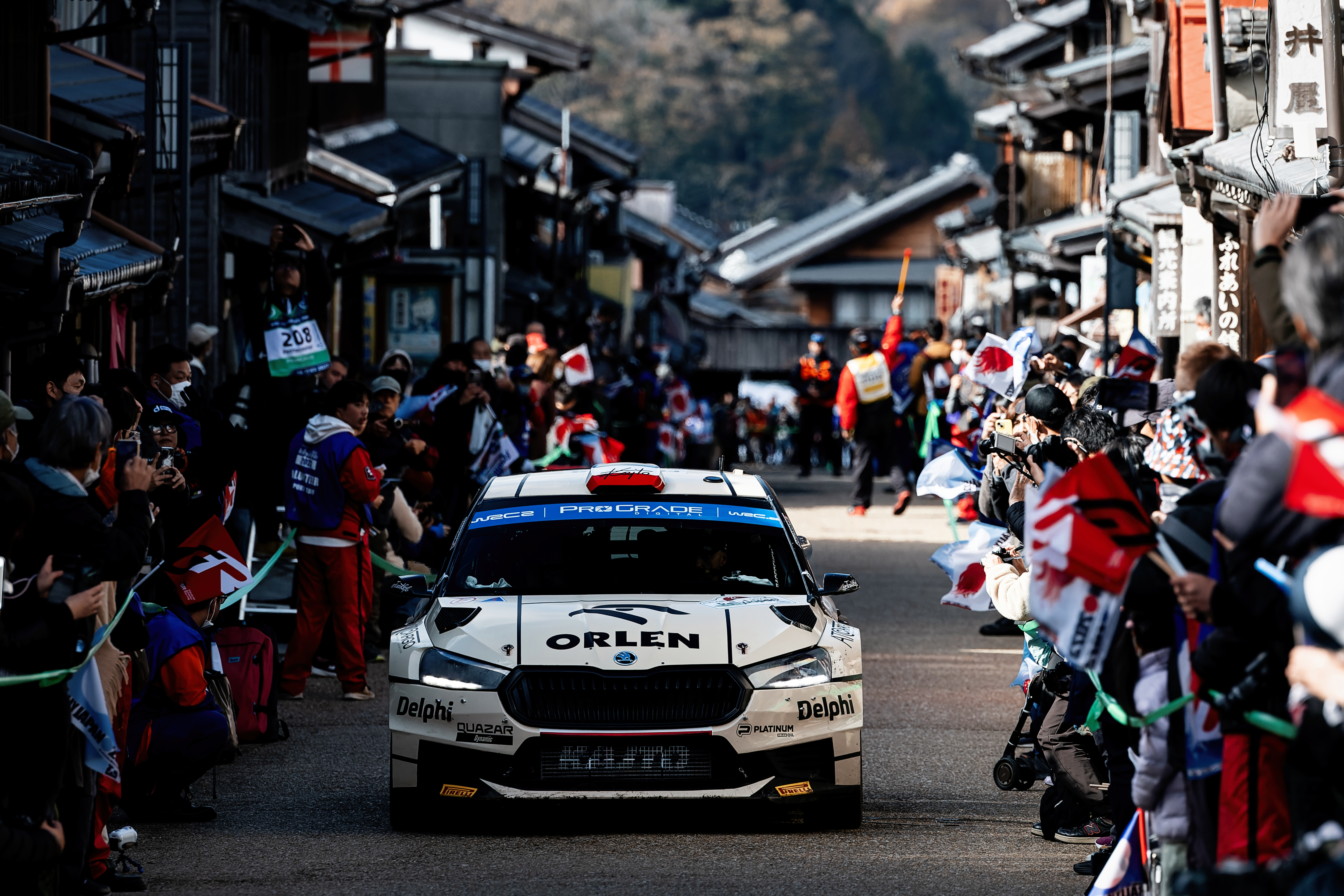
Kajetan Kajetanowicz podczas Rajdu Japonii 2023 zdobył 3 miejsce w kategorii WRC2

Rajd Japonii (oficjalnie Rally Japan) – rajd samochodowy organizowany na japońskiej wyspie Hokkaido z bazą rajdu w okolicach Sapporo. Trasa ma około 1430 km podzielonych na odcinki specjalne i łączące je odcinki dojazdowe.
Rajd był eliminacją Rajdowych Mistrzostw Świata w latach 2004-2008 i w 2010 roku. Odbywa się na drogach asfaltowych i szutrowych pośród gęstych lasów japońskiej wyspy Hokkaido.

## Zwycięzcy[1]
| Rok  | Nazwa rajdu       | Kierowca                            | Pilot                               | Samochód                            | Kategoria |
| ---- | ----------------- | ----------------------------------- | ----------------------------------- | ----------------------------------- | --------- |
| 2004 | 1st Rally Japan   | Petter Solberg                      | Phil Mills                          | Subaru Impreza WRC                  | WRC       |
| 2005 | 2nd Rally Japan   | Marcus Grönholm                     | Timo Rautiainen                     | Peugeot 307 WRC                     | WRC       |
| 2006 | 3rd Rally Japan   | Sébastien Loeb                      | Daniel Elena                        | Citroën Xsara WRC                   | WRC       |
| 2007 | 4th Rally Japan   | Mikko Hirvonen                      | Jarmo Lehtinen                      | Ford Focus WRC                      | WRC       |
| 2008 | 5th Rally Japan   | Mikko Hirvonen                      | Jarmo Lehtinen                      | Ford Focus WRC                      | WRC       |
| 2010 | 6th Rally Japan   | Sébastien Ogier                     | Julien Ingrassia                    | Citroën C4 WRC                      | WRC       |
| 2020 | Rajd Japonii 2020 | Odwołany z powodu epidemii COVID-19 | Odwołany z powodu epidemii COVID-19 | Odwołany z powodu epidemii COVID-19 | WRC       |
| 2021 | Rajd Japonii 2021 | Odwołany z powodu epidemii COVID-19 | Odwołany z powodu epidemii COVID-19 | Odwołany z powodu epidemii COVID-19 | WRC       |
| 2022 | Rajd Japonii 2022 | Thierry Neuville                    | Martijn Wydaeghe                    | Hyundai i20 N Rally1                | WRC       |
| 2023 | Rajd Japonii 2023 | Elfyn Evans                         | Scott Martin                        | Toyota GR Yaris Rally1              | WRC       |
| 2024 | Rajd Japonii 2024 | Elfyn Evans                         | Scott Martin                        | Toyota GR Yaris Rally1              | WRC       |

- WRC – Rajdowe mistrzostwa świata